# Necropoli di Samassi
La necropoli vandalica di Samassi è un sito archeologico situato nella provincia del Medio Campidano che costituisce uno dei rari esempi di architettura vandalica della Sardegna.

## Descrizione
La necropoli, rinvenuta nel 1982 e situata al di sotto della Chiesa di San Geminiano, risale al V secolo d.C. ed è costituita da un insieme di tombe a camera con volta a botte, chiusa centralmente con lastra a chiave di volta, realizzate con grandi blocchi di trachite squadrati. Venne scoperta inoltre una fossa comune riservata probabilmente a defunti di basso ceto sociale.